# Dino Williams
Dino Williams (Jamaica, 31 de março de 1990) é um futebolista profissional jamaicano que atua como atacante, atualmente defende o Montego Bay United.